# Prosopofrontina malaisei
Prosopofrontina malaisei là một loài ruồi trong họ Tachinidae.